# Quartiere 3 (Firenze)
Il quartiere 3 (Gavinana-Galluzzo) comprende la parte sud-orientale del Comune di Firenze. Si trova completamente sulla sponda sinistra dell'Arno. Confina con il Quartiere 1 e Quartiere 4, nonché con i comuni di Bagno a Ripoli, Impruneta e Scandicci. 
Le zone urbane più significative del territorio urbano sono Gavinana,  il Bandino, il Paradiso, San Marcellino, San Gaggio, Arcetri, Badia a Ripoli e Sorgane. Il quartiere si sviluppa inoltre in un'ampia zona collinare, suddivisa in diverse frazioni.

## Frazioni
Nel territorio del quartiere sono comprese le seguenti frazioni del comune di Firenze:
- Gavinana, uno dei quartieri più antichi di Firenze.
- Galluzzo, grande centro urbano che dà il nome al Quartiere, comune autonomo fino al 1931.
- Ponte a Ema, suddivisa con il confinante comune di Bagno a Ripoli.
- Pian dei Giullari, nella parte collinare del Quartiere.
- Montici, antico colle popolato di ville, nato intorno alla chiesa di Santa Margherita.
- Cinque Vie, così chiamata perché caratterizzata dall'incrocio di strade che collegano Firenze con le località vicine.
- Cascine del Riccio, compresa nel comune di Galluzzo fino al 1931. Vi si trovano le Cave di Monteripaldi, ormai chiuse e circoscritte da un'interessante zona boschiva.
- Molin Nuovo, oramai inglobata nel Galluzzo, si sviluppa lungo la via Volterrana, fino ai confini comunali con Scandicci ed Impruneta.
- Santa Lucia e San Felice ad Ema, oramai inglobate nell'area urbana del Galluzzo, sono poste in una zona collinare.
- Bandino, in origine un piccolo borgo medioevale.
- Paradiso, borgata nata intorno all'ex monastero del Paradiso degli Alberti.
- San Marcellino, piccolo borgo nato intorno alla chiesa omonima.
- Moccoli, antico borgo di via Benedetto Fortini alle pendici della salita omonima.
- Le Lame, borgata di antiche case coloniche.
- Sorgane, quartiere ai confini con il Comune di Bagno a Ripoli dove ha sede il Consiglio di Quartiere 3.
- San Gaggio
- Arcetri